# 韋奧布雷峰
61°34′47″N 8°29′27″E / 61.57972°N 8.49083°E
韋奧布雷峰是挪威的山峰，位於該國東南部內陸郡，處於洛姆，距離首都奧斯陸220公里，屬於尤通黑門山脈的一部分，海拔高度2,030米，受凍原氣候影響。